# Jos
Jos je město v Nigérii, kde leží ve státě Plateau, jehož je správním centrem. V roce 2006 mělo necelý milion obyvatel. V době britské kolonizační správy bylo významným centrem těžby cínu. Dnes se dostává do zpráv zejména kvůli konfliktům mezi místními muslimy a křesťany.